# Улица Докучаева (Липецк)
У́лица Докуча́ева — улица в Октябрьском округе города Липецка. Проходит в Тракторном параллельно улице Панфилова от лесопарковой зоны за улицу Спартака до дома № 34. Пересекает проезд Ильича.
Улица названа так 28 сентября 1950 года. Ей присвоили имя русского учёного-естествоиспытателя В. В. Докучаева (1846—1903).
Улица имеет застройку только по левой стороне, поэтому нумерация сплошная. Здесь стоят частные дома, адресованные по улице Докучаева только до пересечения с проездом Ильича.

## Транспорт
- Автобусы 19, 33, 323а, 379 ост.: «3-й участок».